# Mohoneras
Mohoneras är en ort i Mexiko.   Den ligger i kommunen Chilpancingo de los Bravo och delstaten Guerrero, i den södra delen av landet, 250 km söder om huvudstaden Mexico City. Mohoneras ligger 712 meter över havet och antalet invånare är 1 777.
Terrängen runt Mohoneras är lite bergig. Runt Mohoneras är det ganska tätbefolkat, med 72 invånare per kvadratkilometer. Närmaste större samhälle är El Ocotito, 1,2 km norr om Mohoneras. I omgivningarna runt Mohoneras växer huvudsakligen savannskog.